# Dorfkirche Egsdorf

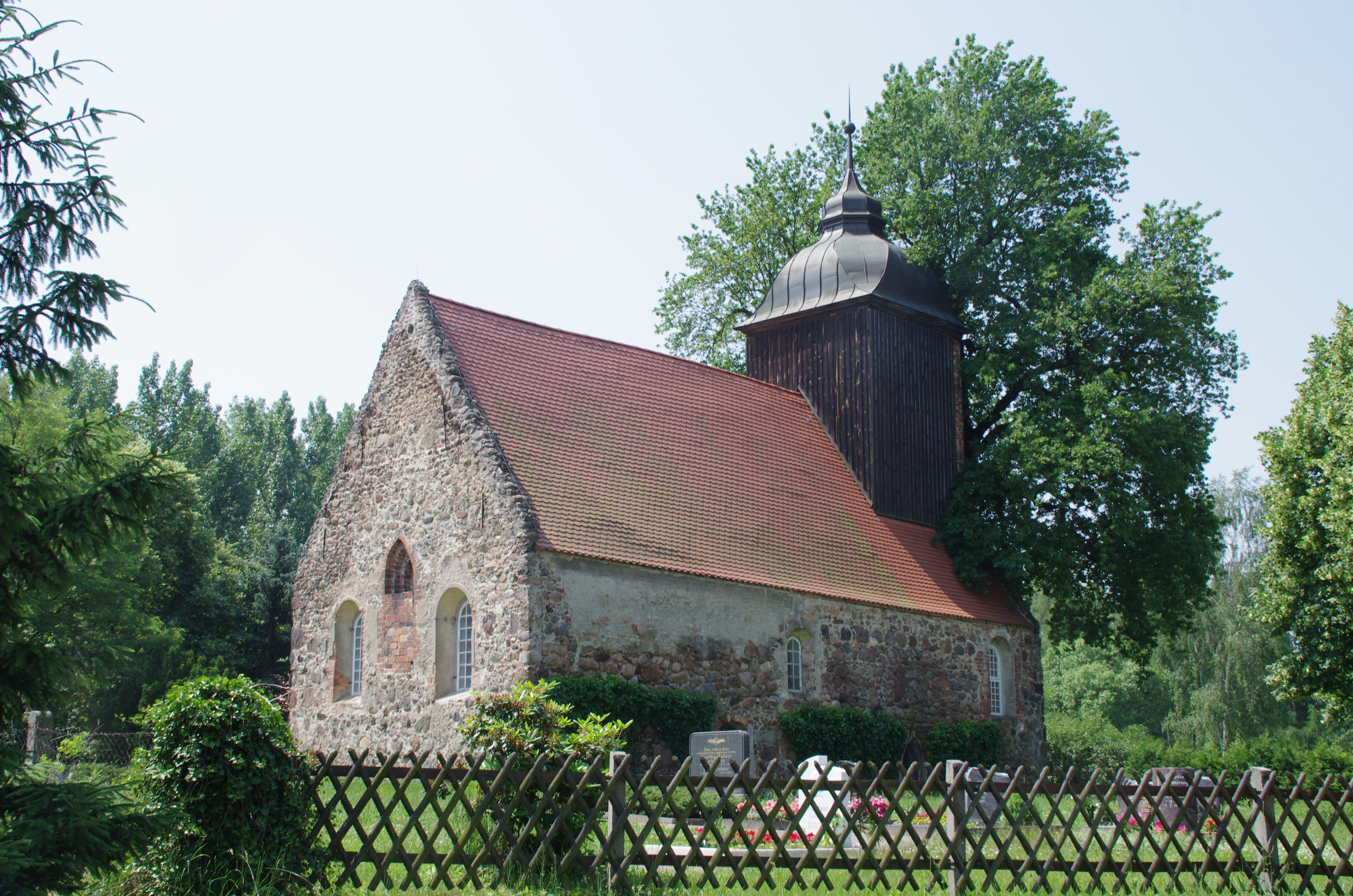
Dorfkirche Egsdorf (2013)

Die evangelische, denkmalgeschützte Dorfkirche Egsdorf steht in Egsdorf, einem Ortsteil der Stadt Luckau im Landkreis Dahme-Spreewald in Brandenburg. Sie gehört zur Kirchengemeinde Schlabendorf im Kirchenkreis Niederlausitz im Sprengel Görlitz der Evangelischen Kirche Berlin-Brandenburg-schlesische Oberlausitz.

## Architektur
Das Langhaus der Saalkirche wurde vermutlich im frühen 15. Jahrhundert, nach anderen Angaben auch im späten 14. Jahrhundert, aus unregelmäßigen Bruchsteinen erbaut. Das westliche Portal ließ sich von innen mit einem langen hölzernen Balken verriegeln. Im Dreißigjährigen Krieg wurde die Dorfkirche Egsdorf vermutlich zerstört. Zu Beginn des 18. Jahrhunderts, im Zuge des Wiederaufbaus, wurde die ursprünglich in gotischen Formen errichtete Kirche barockisiert. Das Satteldach erhielt im Westen einen holzverkleideten, mit einer Welschen Haube bedeckter Dachreiter, in dessen Glockenstuhl zwei Kirchenglocken hängen, und größere Fenster. Von den beiden Zugängen im Norden ist der westliche spitzbogig erhalten geblieben. An der Ostwand befand sich eine gotische Dreifenstergruppe, von der die äußeren Fenster rundbogig verändert und das mittlere größtenteils vermauert wurde.
Der Innenraum war ursprünglich mit einem Tonnengewölbe überspannt. Nach seiner Zerstörung wurde eine Flachdecke eingezogen, die von drei Balusterstützen getragen wird. Die Emporen im Osten und Westen mit Brüstungen aus Balustern wurden bereits im 16. Jahrhundert eingebaut. Zwischen 1983 und 1986 wurde die Kirche saniert. Dennoch drückt der Dachreiter auf das Gebäude und verursacht Risse in den Außenmauern. Im Jahr 2024 ist eine Stabilisierung vorgesehen; anschließend soll der Dachreiter saniert werden.

## Ausstattung
In der ersten Hälfte des 18. Jahrhunderts erhielt die Dorfkirche Egsdorf eine neue Ausstattung, zu ihr gehört ein Sakramentshaus. Vom barocken Altar ist nur noch das Altarretabel aus Lindenholz vorhanden, dieses wurde ab 1967 restauriert. Es zeigt im Mittelfeld ein geschnitztes, mit Säulen flankiertes Kruzifix und hat einen segmentbogigen Abschluss. Die Taufschale stammt vermutlich aus dem 17. Jahrhundert. Hinter dem Altaraufsatz steht auf der östlichen Empore die 1970 von der W. Sauer Orgelbau Frankfurt (Oder) gebaute Orgel. Diese ersetzte ein altes Instrument aus dem 19. Jahrhundert. Eine der beiden Kirchenglocken wird auf das Jahr 1461 datiert.